# 拉穆拉亞國家公園
15°08′23″N 86°40′12″W / 15.13972°N 86.67000°W
拉穆拉亞國家公園是洪都拉斯的國家公園，位於該國東南部奧蘭喬省，成立於1993年1月1日，面積210平方公里，該地區有123種蘭花生長。